# Lac Yalpug
 (signalé en août 2025).
Si vous disposez d'ouvrages ou d'articles de référence ou si vous connaissez des sites web de qualité traitant du thème abordé ici, merci de compléter l'article en donnant les références utiles à sa vérifiabilité et en les liant à la section « Notes et références ».
- Archive Wikiwix
- Bing
- Cairn
- DuckDuckGo
- E. Universalis
- Gallica
- Google
- G. Books
- G. News
- G. Scholar
- Persée
- Qwant
- (zh) Baidu
- (ru) Yandex
- (wd) trouver des œuvres sur Wikidata

Le Yalpug (ou Yalpuh, ukrainien : Ялпуг ou Ялпух) est un liman fluviatile d'Ukraine, situé dans l'oblast d'Odessa à proximité du delta du Danube. Avec une superficie de 149 km2, il est le plus grand lac naturel d'Ukraine.

## Géographie
Il est principalement alimenté par le Ialpug, qui s'écoule de Moldavie et lui a donné son nom. Sa profondeur maximale atteint 5 mètres. 
À son point le plus méridional, il s'écoule dans le liman Kuhurluy, dont il n'est séparé que par une digue sur laquelle passe l'autoroute M15, reliant Reni à Izmaïl.
La principale ville riveraine du liman de Yalpug, à son extrême nord, est Bolhrad, capitale culturelle des Bulgares d'Ukraine et ville natale du président ukrainien élu en 2014, Petro Porochenko.